# Walerij Fedoruk
Walerij Fedoruk (ukrainisch Валерий Федорук; * 5. Februar 1983 in Krasnodon, Ukrainische SSR) ist ein ehemaliger ukrainischer Squashspieler.

## Karriere
Walerij Fedoruk spielte 2009 erstmals auf der PSA World Tour und gewann auf dieser im September 2021, als erster Ukrainer, seinen einzigen Titel. Seine höchste Platzierung in der Weltrangliste erreichte er mit Rang 148 im März 2022. Mit der ukrainischen Nationalmannschaft nahm er 2010 erstmals an den Europameisterschaften teil und gehörte bis 2018 jedes Jahr zum EM-Kader. Bei der einzigen Teilnahme der Ukraine an Weltmeisterschaften war Fedoruk 2011 ebenfalls Teil des Aufgebots. Er vertrat die Ukraine bei den Europameisterschaften im Einzel 2014 und 2015 und schied jeweils in der ersten Runde gegen Nicolas Müller bzw. Daniel Mekbib aus. 2015 sowie von 2018 bis 2021 viermal in Folge wurde er ukrainischer Landesmeister.

## Erfolge
- Gewonnene PSA-Titel: 1
- Ukrainischer Meister: 5 Titel (2015, 2018–2021)